# Paweł Biliński
Paweł Biliński (ur. 1 maja 1980 roku w Przysusze) – polski siatkarz, libero. W sezonie 2001/2002 w barwach Czarnych Radom zadebiutował w Polskiej Lidze Siatkówki i stał się podstawowym zawodnikiem swojej drużyny. Od 2002 roku grał z nią na zapleczu PLS-u, a od 2003 z zespołem Jadaru RTS Radom. W sezonie 2005/2006 z nową drużyną awansował do PLS-u. Potem został jednak przesunięty do rezerw, które w grudniu 2007 z kolei przejęło nowo powstałe Radomskie Centrum Siatkarskie, kontynuujące tradycję Czarnych (od 2008 występujące jako RCS Czarni). W 2009 po przegranym finale play-off z Fart Kielce Biliński z radomianami zajął 2. miejsce w II lidze, gr. IV.